# Mombeja
 Mombeja ist ein Ort und eine ehemalige Gemeinde (Freguesia) in Portugal im Landkreis und Bezirk von Beja. Die Gemeinde hatte eine Fläche von 55,8 km² und 384 Einwohner (30. Juni 2011).
Am 29. September 2013 wurden die Gemeinden Mombeja und Santa Vitória zur neuen Gemeinde União das Freguesias de Santa Vitória e Mombeja zusammengeschlossen.